# منتخب الصين لكرة الماء
منتخب الصين الوطني لكرة الماء هو المنتخب الذي يمثل الصين في منافسات كرة الماء للرجال، ويقوم إتحاد الصين للسباحة بإدارة شؤونه، أبرز إنجازاته هو فوزه بالميدالية الذهبية في دورة الألعاب الآسيوية 5 مرات.